# Catalina Parot
María Catalina Parot Donoso (Talca, 9 de marzo de 1956) es una abogada, politóloga, empresaria y política chilena, militante de Evolución Política (Evópoli). Se desempeñó como ministra de Bienes Nacionales durante el primer periodo de gobierno del presidente Sebastián Piñera entre 2010 y 2012. Posteriormente, en el segundo gobierno de Piñera, ejerció como presidenta Consejo Nacional de Televisión de Chile (CNTV) desde 2018 hasta 2021.
En 2021 fue candidata al nuevo cargo de gobernadora en la Región Metropolitana en las elecciones de ese año, resultando no electa.

## Biografía
Es la segunda de los ocho hijos que tuvo el matrimonio conformado por Luis Óscar Fernando Parot Smits, agricultor de Talca, quien fuera alcalde de Maule y también candidato a diputado por el Partido Nacional en 1969, y María Eugenia Donoso Flores.
Un cuadro de poliomielitis, que sufrió a los seis meses de edad, marcó su vida dejándola con una discapacidad en sus piernas que la obliga hasta hoy a usar como apoyo un par de muletas.
Pasó sus primeros años de vida en su ciudad natal, cursando los estudios básicos y medios en el colegio Integrado de Talca, en donde comenzó su carrera política siendo presidenta del centro general de alumnos.
A su marido, Guillermo Fernando Toro Harnecker -quien fuera tesorero de la Fundación Augusto Pinochet-, lo conoció cuando ya era estudiante de la carrera de derecho de la Pontificia Universidad Católica de Valparaíso y él de la Universidad Adolfo Ibáñez. Tras titularse como abogada, cursó un posgrado en ciencia política en la Universidad de Chile, en la capital. Junto a su marido tiene negocios en San Clemente, ciudad ubicada al oriente de Talca. Allí manejan una viña, un restaurante y un club de equitación.

## Carrera política
Como militante de Renovación Nacional (RN), fue consejera general, miembro de la comisión política, prosecretaria general y vicepresidenta nacional de la colectividad. En diciembre de 2001 intentó sin éxito llegar al Congreso Nacional, representando al Distrito 30, de Buin, Calera de Tango, Paine y San Bernardo, en la Región Metropolitana de Santiago. Ocho años después fracasó una vez más, esta vez en la disputa abierta por los escaños que representan a Constitución, Curepto, Empedrado, Maule, Pelarco, Pencahue, Río Claro, San Clemente y San Rafael, en la Región del Maule.
En febrero de 2010 el presidente electo Sebastián Piñera la designó ministra de Bienes Nacionales, cargo que asumió en Valparaíso el 11 de marzo. Dejó esta responsabilidad a fines de 2012 con miras a lanzar una nueva candidatura en las elecciones parlamentarias de 2013, esta vez por Santiago Poniente, opción que debió desechar en beneficio de su camarada Andrés Allamand. En dicha elección finalmente postuló a la Cámara de Diputados por el Distrito 38, de Constitución, Curepto, Empedrado, Maule, Pelarco, Pencahue, Río Claro, San Clemente y San Rafael, pero no resultó elegida.
En 2016 puso fin a casi 20 años como militante de RN, anunciando de paso que se incorporaría a Evolución Política (Evópoli), donde poco después asumiría como coordinadora de la estrategia parlamentaria del partido. Durante 2017 congeló su militancia en Evópoli para apoyar la candidatura del Sebastián Piñera a las primarias presidenciales de Chile Vamos.
En mayo de 2017 se integró como panelista del programa de debate político Tolerancia cero, hasta fines de año, para luego asumir la Presidencia del Consejo Nacional de Televisión. En ese cargo, se le culpa del despido de la periodista Tati Penna en septiembre de 2018, dando como motivo las excesivas licencias médicas que presentó Penna, debido a la esclerosis múltiple parecida por esta.
Deja este cargo en enero de 2021 para ser candidata a gobernadora regional de la Región Metropolitana en las elecciones de mayo, donde quedó en el cuarto lugar después de Claudio Orrego y Karina Oliva, quienes pasaron al balotaje. El 17 de noviembre de 2021, el medio digital Ciper Chile dio a conocer una investigación donde revelaba que Parot contrató para su campaña a Carla Winckler, quien aparecía trabajando en paralelo para la campaña de Parot y como directora de Administración y Finanzas del Consejo Nacional de Televisión (CNTV), institución presidida anteriormente por Parot.
El 7 de julio de 2021 fue nombrada como secretaria ejecutiva de la Unidad de Secretaría Administrativa de la Convención Constitucional, luego de la renuncia de Francisco Encina, desempeñando dicha función hasta su renuncia el 9 de agosto del mismo año.

## Historial electoral

### Elecciones parlamentarias de 2001
- Elecciones parlamentarias de 2001, para el Distrito 30, Buin, Calera de Tango, Paine y San Bernardo[26]

| Candidato                         | Pacto                          | Partido | Votos  | %     | Resultado |
| --------------------------------- | ------------------------------ | ------- | ------ | ----- | --------- |
| Carlos Arrué Puelma               | Partido Comunista              | PC      | 4570   | 3,37  |           |
| Gustavo González Araya            | Partido Comunista              | PC      | 4570   | 1,55  |           |
| Fernando Ortiz Silva              | Partido Humanista              | PH      | 3302   | 2,44  |           |
| Juan Domingo Villavicencio Pastén | Partido Humanista              | PH      | 1412   | 1,04  |           |
| Catalina Parot Donoso             | Alianza por Chile              | RN      | 18 138 | 13,39 |           |
| José Antonio Kast Rist            | Alianza por Chile              | UDI     | 48 025 | 35,45 | Diputado  |
| Edgardo Riveros Marín             | Concertación por la Democracia | PDC     | 30 056 | 22,18 | Diputado  |
| Gonzalo Navarrete Muñoz           | Concertación por la Democracia | PPD     | 27 879 | 20,58 |           |

### Elecciones parlamentarias de 2009
- Elecciones parlamentarias de 2009, para el Distrito 38, Constitución, Curepto, Empedrado, Maule, Pelarco, Pencahue, Río Claro, San Clemente y San Rafael[27]

| Candidato                       | Pacto                         | Partido | Votos  | %     | Resultado |
| ------------------------------- | ----------------------------- | ------- | ------ | ----- | --------- |
| Pablo Lorenzini Basso           | Concertación y Juntos Podemos | PDC     | 29 201 | 38,34 | Diputado  |
| Roberto Celedón Fernández       | Concertación y Juntos Podemos | Indep.  | 14 817 | 19,45 |           |
| Catalina Parot Donoso           | Coalición por el Cambio       | RN      | 14 545 | 19,09 |           |
| Pedro Álvarez-Salamanca Ramírez | Coalición por el Cambio       | Indep.  | 15 768 | 20,70 | Diputado  |
| Mario Arturo Castillo Ilufi     | Chile Limpio Vote Feliz       | Indep.  | 1830   | 2,40  |           |

### Elecciones parlamentarias de 2013
- Elecciones parlamentarias de 2013, para el Distrito 38, Constitución, Curepto, Empedrado, Maule, Pelarco, Pencahue, Río Claro, San Clemente y San Rafael[28]

| Candidato                       | Pacto         | Partido | Votos  | %     | Resultado |
| ------------------------------- | ------------- | ------- | ------ | ----- | --------- |
| Pablo Lorenzini Basso           | Nueva Mayoría | PDC     | 28 854 | 40,57 | Diputado  |
| Mauricio Muñoz Rojas            | Nueva Mayoría | ILC     | 12 147 | 17,07 |           |
| Pedro Álvarez-Salamanca Ramírez | Alianza       | UDI     | 17 717 | 24,91 | Diputado  |
| Catalina Parot Donoso           | Alianza       | RN      | 12 403 | 17,43 |           |

### Elección de gobernador regional de Santiago de 2021
- Elección de gobernador regional de Santiago de 2021

|  | 25,51 % |

|  | 23,37 % |

|  | 15,19 % |

|  | 14,92 % |

|  | 10,67 % |

|  | 6,68 % |

|  | 2,12 % |

|  | 1,55 % |